# Waray-Waray Wikipedia
Waray-Waray Wikipedia (Waray: Waray-Waray Wikipedia,  dansk: Waraysprogede Wikipedia) er Waraysprogede  version af det verdensomspændende encyklopædi-projekt Wikipedia. Waray-Waray wikipedia blev lanceret 25. september 2005.
Den 8. juni 2014 rundede Waray-Waray Wikipedia 1 million artikler. Den høje antal artikler i forhold til det lave antal aktive brugere skyldes, at mange artikler er oprettet automatisk med bot, de fleste af svenske Sverker Johanssons Lsjbot.
Pr. onsdag den 26. marts 2025 har  Wikipedia 1.266.642 artikler, 90 aktive bidragydere og 3 administratorer.